# Shinsuke Nakamura
Shinsuke Nakamura (中邑真輔 Nakamura Shinsuke?) n. 24 februarie 1980, Mineyama⁠(d), Prefectura Kyoto, Japonia) este un wrestler profesionist și luptător de arte marțiale mixte japonez, care în prezent lucrează în WWE, pentru marca SmackDown Live. Este recunoscut pentru timpul petrecut în New Japan Pro Wrestling. Nakamura este considerat unul dintre cei mai apreciați wrestleri din această companie de wrestling japoneză unde a obținut nenumărate centuri în cei 14 ani petrecuți. În WWE, a câștigat de două ori Campionatul NXT.

## Carieră

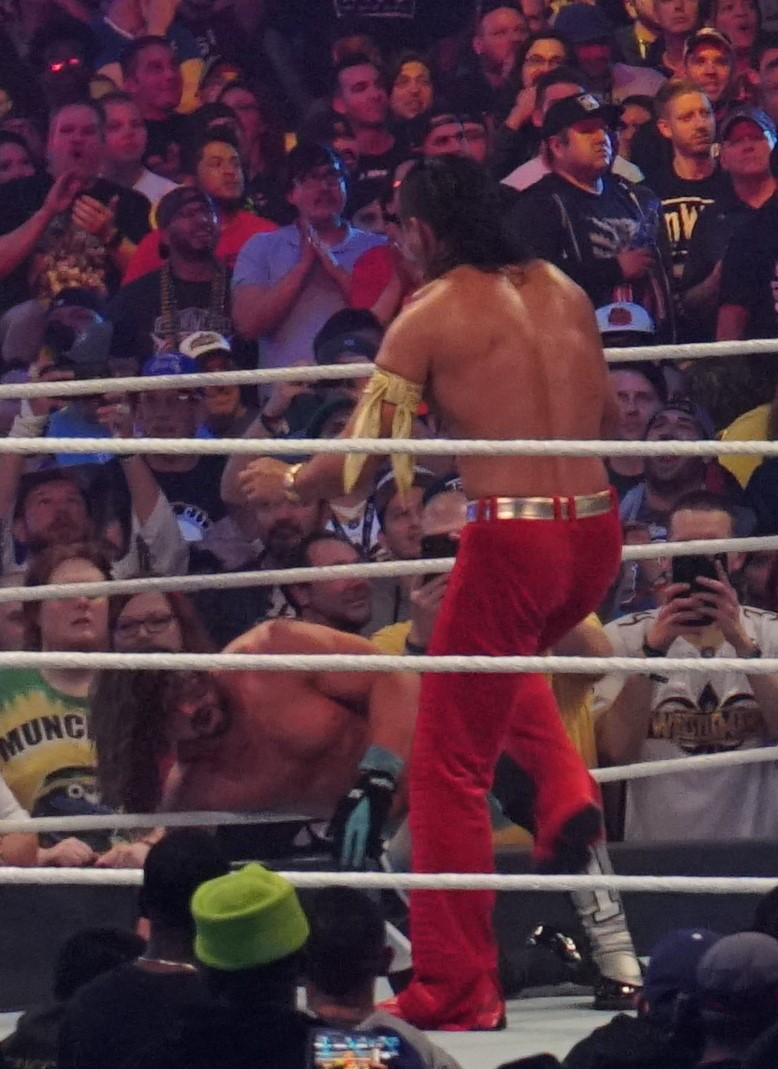
Shinsuke Nakamura, în timpul unui meci, cu luptătorul A.J. Styles.

Un fanatic al puroresului și al cinematografelor de arte marțiale, în principal datorită experienței de agresiune din copilărie, Shinsuke a început să se antreneze în karate Goju-ryu în liceu. Mai târziu, în timpul șederii sale la Universitatea Aoyama, și-a împărțit timpul liber între pictura și luptele amateur, devenind căpitan al echipei universitare. Nakamura a obținut rezultate excelente, câștigând JOC Cup All Japan Junior Championship la categoria 81kg în 1998 și clasânduse pe locul al treilea și al patrulea la World Student Championship 2000 și All Japan Championship 2001, respectiv. În același timp, a fost instruit la sala de arte marțiale mixte Wajyutsu Keisyukai și a fost contactat personal de Akira Maeda pentru a fi membru al Fighting Network RINGS, dar a refuzat oferta pentru a-și desfășura o carieră în New Japan Pro Wrestling. În 2002, ghidat de prietenul său Hirooki Goto, Nakamura a fost prezentat la testele de acces la NJPW și a fost admis în aceeași clasă ca Ryusuke Taguchi, Naofumi Yamamoto și Hiroshi Nagao, fiind pregătit de veteranul Osamu Kido.

### New Japan Pro Wrestling (2002-2016)
Nakamura și-a făcut debutul în New Japan pe 29 august la Nippon Budokan, într-un meci nereușit împotriva lui Tadao Yasuda. Shinsuke a apărut ca un începător promițător, dar înainte de a-și continua cariera de lupte, directorul NJPW Antonio Inoki la ales pentru abilitățile și experiența sa în sportul de luptă pentru a fi membru al diviziei New Japan MMA. Nakamura a fost trimis la dojo-ul lui Inoki din Los Angeles, Statele Unite și s-a antrenat intens pentru a participa la Inoki Bom-Ba-Ye la sfârșitul anului. Oponentul său la eveniment ar fi Daniel Gracie și, deși a fost câștigător prin depunerea în runda a doua, Nakamura a dat un afiș impresionant și a fost aproape de a reuși un egal cu brazilianul. Câteva luni mai târziu, după o pauză pentru a se întoarce la lupte în New Japan, Nakamura a făcut față înfrângerii sale, depunându-l pe imensul Jan Nortje, iar acest lucru i-a sporit statutul în Japonia, câștigând un meci pentru campionatul NWF Heavyweight vs. Yoshihiro Takayama. Mai mult, Nakamura a participat în G1 Climax din 2003, ceva neobișnuit pentru cineva care avea mai puțin de un an în companie și i-a învins pe Katsuyori Shibata și Tadao Yasuda. În decembrie, după o scurtă actuație cu Blue Wolf în G1 Tag League 2003, Nakamura la învins pe Hiroyoshi Tenzan câștigând campionatul IWGP Heavyweight, devenind cel mai tânăr luptător din istorie în a câștiga centura. Câteva săptămâni mai târziu a luptat din nou în MMA, confruntându-se cu kickboxerul Alexey Ignashov; deși Nakamura a avut o ofensă reușită în primele runde, a primit un genunchi Ignashov în fața și arbitrul a decretat KO tehnic, deși Nakamura se ridicase imediat. Shinsuke și echipa sa au protestat și a fost recunoscut că a fost o oprire prematură, anulând rezultatul luptei. Chiar și așa, lovitura i-a afectat osul orbital cu posibile leziuni ale nervilor și, în ciuda declarațiilor lui Inoki, sa speculat că Nakamura nu putea concura în următorul său meci din New Japan, o luptă de unificare a Campionatului NWF Heavyweight Championship împotriva lui Yoshihiro Takayama. Cu toate acestea, Nakamura a impresionat din nou pe toată lumea, luptând în ciuda faptului că era accidentat, câștigând un meci brutal pentru a se încorona ca dublu campion.
În februarie 2004, a eliberat un campionat pentru a se vindeca de leziunile sale și a retras altul din cauza unificări, Nakamura s-a văzut din nou cu mâna goală. După o încercare nereușită de recuperare a campionatului IWGP Heavyweight, Shinsuke sa întors la MMA și a avut revanșa împotriva lui Alexey Ignashov în cadrul evenimentului KMA MMA ROMANEX, de această dată făcândul pe kickboxer să cedeze. Următoarea sa participare la G1 Climax a fost foarte reușită, învingând veterani precum Yutaka Yoshie, Minoru Suzuki și Yuji Nagata, iar mai târziu a concurat în turnee mai mici. Cu toate acestea, în luna noiembrie a aceluiași an a avut loc un incident controversat: la sfârșitul unui meci pe echipe, Kazuyuki Fujita ia aplicat lui Nakamura o lovitură de picior reală, presupus prin ordinul lui Antonio Inoki, iar propriul Inoki a ajuns în ring și l-a lovit și mai mult pe Shinsuke. Din această cauză, Nakamura a părăsit instalațiile ale lui New Japan și a refuzat să lupte din nou, până când a fost de acord la scurt timp după aceea să se întoarcă în ring. La sfârșitul anului, el și Hiroshi Tanahashi au câștigat campionatul IWGP Tag Team vacant împotriva lui Kensuke Sasaki și Minoru Suzuki, iar câteva săptămâni mai târziu, Nakamura l-a bătut pe Tanahashi pentru IWGP U-30, care a fost retras la scurt timp după aceea.
Nakamura la provocat pe Brock Lesnar pentru campionatul IWGP la 4 ianuarie 2006, în capitolul 1 al lui Toukon Shidou, dar a pierdut.
Între 23 iulie și 15 august, Nakamura a participat la etapa round-robin stage of the 2015 G1 Climax. În ciuda faptului că a pierdut un joc din cauza unei accidentări la cot, Nakamura și-a câștigat blocul și a avansat la finală, învingându-l pe campionul IWGP și Kazuchika Okada în ultimul round-robin match, oferindu-i un record șapte victorii și două înfrângeri. Pe 16 august, Nakamura a fost învins în finala turneului de Hiroshi Tanahashi. Pe 27 septembrie la Distruction in Kobe, Nakamura l-a învins pe Hirooki Goto câștigând pentru a cincea oară Campionatul Intercontinental IWGP. Și-a făcut prima apărare a campionatului pe 7 noiembrie  împotriva lui Karl Anderson, răzbunând o înfrângere anterioară a G1 Climax 2015. Și-a făcut a doua apărare de succes pe 4 ianuarie 2016, învingându-l pe A.J. Styles la Wrestle Kingdom 10 la Tokyo Dome. După eveniment, sa raportat că Nakamura a anunțat NJPW în dimineața zilei de 4 ianuarie, anunțând că a părăsește promoția pentru WWE, Nakamura a rămas sub contractul NJPW și era de așteptat că își va încheia data contractului cu promovarea înainte de a pleca. Pe 12 ianuarie, NJPW a confirmat plecarea lui Nakamura, anunțând că va fi deposedat de Campionatul Intercontinental al IWGP, Nakamura a înmânat titlul pe 25 ianuarie, încheind oficial cea de-a cincea domnie. Nakamura a luptat ultima dată sub contractul cu NJPW pe 30 ianuarie, unde alături Kazuchika Okada și Tomohiro Ishii i-au învins Hirooki Goto, Hiroshi Tanahashi și Katsuyori Shibata.

### WWE (2016-prezent)

#### NXT Wrestling (2016-2017)
Pe 22 februarie 2016, Nakamura a semnat un contract cu WWE pentru a lupta în teritoriul lor de dezvoltare NXT. A debutat la NXT TakeOver: Dallas învingându-l pe Sami Zayn. Pe 13 aprilie la NXT, și-a făcut debutul televizat, învingându-l pe Tye Dillinger, reușind să-i învingă în următoarele săptămâni pe Elias Samson și Alex Riley pe 27 aprilie și pe 11 mai, respectiv. Pe 18 mai, sa aliat cu Austin Aries pentru a-i învinge pe Blake & Murphy. Pe 25 mai, Nakamura a răspuns intențiilor lui Aries de a căuta o oportunitate pentru Campionatul NXT, apoi directorul general William Regal a declarat o luptă între Nakamura și Aries la NXT TakeOver: The End. La eveniment, l-a învins pe Aries, oprindui seria neînvinsă.
Pe 27 iunie, l-a învins pe Wesley Blake. După luptă, William Regal a stabilit că Nakamura va fi challenger al Campionatului NXT la NXT TakeOver: Brooklyn II împotriva lui Samoa Joe. Cu toate acestea, Nakamura a început o puternică rivalitate cu Joe. La NXT TakeOver: Brooklyn II, l-a învins pe Samoa Joe, câștigând Campionatul NXT. Săptămâna următoare la NXT, Joe a revenit atacândul pe Nakamura astfel încât a fost scos pe o targă. După câteva săptămâni în care Joe a atacat mai mulți luptători din NXT pe 12 octombrie la NXT, Nakamura sa întors să se confrunte cu Joe și a-u început să se lovească până când a-u fost separați de securitate.
La NXT TakeOver: Toronto, Nakamura a fost învins de Joe, nu numai pierzând titlul, dar și seria sa neînvinsă în NXT. La un House Show din Osaka, Japonia, Nakamura la învins pe Joe, câștigând Campionatul NXT pentru a doua oară.
La NXT TakeOver: San Antonio, a fost învins de Bobby Roode, pierzând din nou titlul. După câteva săptămâni absent în NXT, a fost anunțat că Nakamura va lupta cu câștigătorul luptei dintre Kassius Ohno și Bobby Roode, luptă câștigată de Roode. La NXT TakeOver: Orlando, a fost din nou învins de Roode. Dupa luptă, Nakamura a fost ovaționat de public, aceasta fiind ultima sa luptă în NXT.

#### SmackDown (2017-prezent)
Pe 4 aprilie la SmackDown, Nakamura a debutat întrerupândui pe The Miz și Maryse după o promo unde l-au batjocorit pe John Cena și pe Nikki Bella. Mai târziu, în 205 Live, sa confruntat cu Dolph Ziggler într-un Dark match, învingându-l. În următoarele săptămâni la SmackDown, Nakamura a avut confruntări puternice cu Dolph Ziggler, începând o rivalitate. după aceea; pe 9 mai la SmackDown, sa descoperit că Nakamura va debuta oficial la Backlash. La Backlash, Nakamura l-a învins pe Ziggler. Pe 23 mai la SmackDown, Nakamura a fost anunțat pentru a participa la meciul Money in the Bank Ladder. În aceeași noapte, Nakamura sa alăturat echipei AJ Styles, unde i-au învins pe Kevin Owens și pe Dolph Ziggler. La Money in the Bank, nu a reușit să câștige lupta, câștigând Baron Corbin.
Pe 4 iulie la SmackDown; în timp ce a fost intervievat, a fost atacat de Baron Corbin. După aceasta a început o nouă rivalitate între Nakamura și Corbin. Pe 11 iulie la SmackDown, Nakamura trebuia să lupte cu Corbin, dar a fost atacat înainte de a începe lupta. La Battleground, Nakamura l-a învins pe Corbin prin descalificare, după ce Corbin ia aplicat un "Low Blow" în timpul luptei. Pe 25 iulie, la SmackDown, l-a învins pe Corbin într-o revanșă de la Battleground. In aceeasi noapte, Daniel Bryan a anuntat un meci într-e John Cena și Nakamura pentru saptamana următoare, iar câștigătorul va fi candidatul Campionatului WWE la SummerSlam. Pe 2 august, la SmackDown, l-a învins pe Cena, câștigând șansa pentru titlu la SummerSlam. Atunci Cena și Nakamura s-au salutat reciproc în semn de respect. După luptă, domnul Money In The Bank Baron Corbin îl atacă pe Nakamura, dar Cena îl salvează făcândui un AA pe masa comentatorilor lui Corbin și apoi salutânduse din nou în semnal de respect.

## Campionate și realizări
- New Japan Pro Wrestling
  - IWGP Heavyweight Championship (de 3 ori)
  - IWGP Intercontinental Championship (de 5 ori)
  - IWGP U-30 Openweight Championship (1 dată)
  - NWF Heavyweight Championship (1 dată)
  - IWGP Tag Team Championship (1 dată) - cu Hiroshi Tanahashi
  - New Japan Cup (2014)
  - G1 Climax (2011)
  - G1 Tag League (2006) - cu Masahiro Chono
  - 10.000.000 Yen Tag Tournament (2004) - cu Hiroyoshi Tenzan
  - National District Tournament (2006) - cu Koji Kanemoto[8]
  - Teisen Hall Cup Six Man Tag Team Tournament (2003) - cu Hiro Saito & Tatsutoshi Goto
  - Yuko Six Man Tag Team Tournament (2004) - cu Albastru Lup & Katsuhiko Nakajima
  - Heavyweight Tag MVP (2005)[9] cu Hiroshi Tanahashi
  - Premiul New Wave (2003)[10]
  - Premiul tehnic (2004)
  - Cea mai bună lupta în perechi (2004)[11] cu Hiroyoshi Tenzan împotriva Masahiro Chono & Katsuyori Shibata pe 24 octombrie

- WWE
  - Royal Rumble (2018)
  - WWE United States Championship (2 ori )
  - WWE Intercontinental Championship (1 dată )

- NXT Wrestling
  - NXT Championship (de 2 ori)

- Wrestling Observer Newsletter
  - Wrestlerul anului (2014)
  - Cel Mai Carismatic (2014)
  - Lupta de 5 stele-  2015, vs Kota Ibushi (Wrestle Kingdom 9, 4 ianuarie 2015)